# Karkas (elektrotechnika)

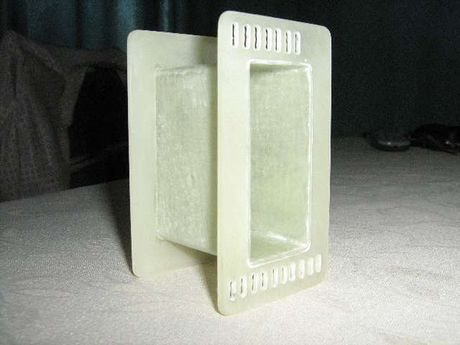
Karkas

Karkas – korpus lub szkielet cewki elektrycznej wykonany z materiału elektroizolazyjnego np. ebonitu, na który nawija się lub nakłada liczne uzwojenia z drutu izolowanego. W transformatorach wewnątrz karkasu może znajdować się rdzeń wykonany zwykle z materiału ferromagnetycznego.